# 馬里亞尼夫卡 (佩列亞斯拉夫-赫梅利尼茨基區)
50°5′38″N 31°32′28″E / 50.09389°N 31.54111°E
馬爾亞尼夫卡（烏克蘭語：Мар'янівка）是位於烏克蘭北部的村莊，由基辅州鲍里斯皮尔区的佩雷亞斯拉夫市鎮負責管轄。該村面積0.37平方公里，海拔高度95米，2001年人口7，人口密度每平方公里18.9人。

## 外部連結
- Историческая информация о хуторе Марьяновка （页面存档备份，存于） （俄文）